# Yola (sprog)
Yola er et uddødt vestgermansk sprog, som blev talt i County Wexford i Irland. Det er en gren af middelengelsk, indført af de englændere som fulgte de normanniske baroner Strongbow og Robert FitzStephen til det østlige Irland i 1169.
Dialekten var i tiden før den uddøde kendt som yola, der betød «gammel». Den udviklede sig adskilt fra middelengelsk (som siden blev til nyengelsk). Antagelig som et resultat af sin geografiske isolation og den dominerende jordbrugskarakter i de samfund, som sproget blev talt i, udviklede yola sig meget lidt igennem århundrederne fra det ankom til Irland, bortset fra at det optog en del irske ord. I begyndelsen af 1800-tallet var dialekten tydelig forskellig fra alle former for engelsk, som blev talt andre steder i verden.
Sproget fortsatte med at blive talt i den sydlige del af grevskabet Wexford frem til midten af 1800-tallet, da det gradvis blev erstattet af moderne irsk engelsk. Det bukkede under pga. de samme sociale, politiske og økonomiske processer, herunder almen skolegang, som også udryddede det irske sprog og ved slutningen af århundredet var der næsten intet tilbage af yolas unikke lingvistiske arv.
Yola-sproget har en vigtig plads i det leksikografiske landskab på grund af dets unikke karakteristika og udvikling. Dets ordforråd indeholder mange arkaiske engelske ord, som ikke længere findes i moderne engelsk. Det har også interessante grammatiske træk som brugen af "thou" og "thee" som subjekt- og objektpronominer, hvilket er usædvanligt i moderne engelske dialekter.
Dialektens uddøen blev delvist dokumenteret af sprogforskere, herunder Jacob Poole og hans efterfølger, Abram Larkin. De indsamlede og offentliggjorde værker som "A Glossary of Provincial and Archaic Words used in the County of Wexford" og "An Attempt at a Glossary of Some Words Used in the County of Wexford". Disse værker giver et indblik i Yolas unikke ordforråd og syntaks.